# Гальденванг (Оберальгой)
Гальденванг (нім. Haldenwang) — громада в Німеччині, знаходиться в землі Баварія. Підпорядковується адміністративному округу Швабія. Входить до складу району Оберальгой.
Площа — 26,69 км2. Населення становить 3850 ос. (станом на 31 грудня 2020).